# Allium hexaceras
Allium hexaceras är en amaryllisväxtart som beskrevs av Aleksei Ivanovich Vvedensky. Allium hexaceras ingår i släktet lökar, och familjen amaryllisväxter. Inga underarter finns listade i Catalogue of Life.